# Mervyn Griffiths
Mervyn Griffiths (Abertillery, Monmouthshire, 1909. január 17. – 1974. január 21.) walesi nemzetközi labdarúgó-játékvezető.

## Pályafutása

### Nemzeti játékvezetés
Newportban (Monmouthshire) 1934-ben vizsgázott. 1939-ben lett az I. Liga partbírója, de a második világháború lelassította előrehaladását. A háborút követően, 1945-től az I. Liga játékvezetője. A nemzeti játékvezetéstől 1959-ben vonult vissza.

#### Nemzeti kupamérkőzések
Vezetett kupadöntők száma: 1.

##### FA-kupa
A döntő találkozó a Mandarinok, a Blackpool FC máig legnagyobb sikere a FA Kupa-győzelem. A döntőt gyakran nevezik Matthews-döntőnek is, Stanley Matthews miatt.
| Időpont        | Helyszín                | Mérkőzés típusa | Mérkőzés                         | Eredmény | Nézők száma |
| -------------- | ----------------------- | --------------- | -------------------------------- | -------- | ----------- |
| 1953. május 2. | Wembley Stadion, London | döntő           | Blackpool FC–Bolton Wanderers FC | 4 : 3    | 100 000     |

### Nemzetközi játékvezetés
Az Angol labdarúgó-szövetség (FA) Játékvezető Bizottságának (JB) terjesztette fel nemzetközi játékvezetőnek, a Nemzetközi Labdarúgó-szövetség (FIFA) 1949-től tartotta nyilván bírói keretében. A FIFA JB központi nyelvei közül a angolt beszélte. Több nemzetek közötti válogatott és klubmérkőzést vezetett, vagy működő társának partbíróként segített. A walesi nemzetközi játékvezetők rangsorában, a világbajnokság-Európa-bajnokság sorrendjében többedmagával az 1. helyet foglalja el 7 találkozó szolgálatával. Az aktív nemzetközi játékvezetéstől 1958-ban búcsúzott. Válogatott mérkőzéseinek száma: 22.

#### Labdarúgó-világbajnokság
Három világbajnoki döntőhöz vezető úton Brazíliába a IV., az 1950-es labdarúgó-világbajnokságra, Svájcba az V., az 1954-es labdarúgó-világbajnokságra illetve Svédországba a VI., az 1958-as labdarúgó-világbajnokságra a FIFA JB bíróként alkalmazta. A FIFA JB elvárásának megfelelően, ha nem vezetett, akkor valamelyik működő társának segített partbíróként. 1950-ben egy csoportmérkőzésen szolgált partbíróként.1954-ben előbb a Magyarország-Nyugat-Németország (8:3) csoportmérkőzésen, majd a NSZK–Magyarország döntő találkozón William Ling játékvezető egyik segítője volt. A magyar sportvezetők Griffithst tették felelőssé, hogy nem lehettek világbajnokok. Griffiths Puskás egyenlítő góljánál lest jelzett, amit a játékvezető elfogadott, így nem lehetett hosszabbítás. Szakmai megállapítás, hogy mindig a játékvezető/partbíró a hibás, ha valamelyik csapat vereséget szenved. * [forrás?] 1958-ban kettő csoportmérkőzésen volt partbíró. Világbajnokságokon vezetett mérkőzéseinek száma: 7 + 5 (partbíró). Rajta kívül 7 mérkőzést – 3 világbajnoki részvétellel – csak  három játékvezető: John Langenus (1930-1938), Juan Gardeazabal (1958-1966) és Ali Búdzsszajm (1994-2002) teljesített.

##### 1950-es labdarúgó-világbajnokság

###### Világbajnoki mérkőzés
| Időpont         | Helyszín                         | Mérkőzés típusa               | Mérkőzés              | Eredmény | Nézők száma |
| --------------- | -------------------------------- | ----------------------------- | --------------------- | -------- | ----------- |
| 1950. július 1. | Maracaná Stadion, Rio de Janeiro | csoportmérkőzés (A. csoport)  | Brazília–Jugoszlávia  | 2 : 0    | 42 000      |
| 1950. július 9. | Pacaembu Stadion, São Paulo      | csoportgyőztesek körmérkőzése | Uruguay–Spanyolország | 2 : 2    | 44 000      |

##### 1954-es labdarúgó-világbajnokság

###### Világbajnoki mérkőzés
| Időpont          | Helyszín                      | Mérkőzés típusa              | Mérkőzés                  | Eredmény | Nézők száma |
| ---------------- | ----------------------------- | ---------------------------- | ------------------------- | -------- | ----------- |
| 1954. június 16. | La Pontaise Stadion, Lausanne | csoportmérkőzés (A. csoport) | Jugoszlávia–Franciaország | 1 : 0    | 16 000      |
| 1954. június 23. | St.Jakob Stadion, Bázel       | csoportmérkőzés (D. csoport) | Svájc–Olaszország         | 4 : 1    | 30 000      |
| 1954. június 30. | La Pontaise Stadion, Lausanne | egyik elődöntő               | Magyarország–Uruguay      | 4 : 2    | 37 000      |

##### 1958-as labdarúgó-világbajnokság

###### Világbajnoki mérkőzés
| Időpont          | Helyszín                      | Mérkőzés típusa              | Mérkőzés                  | Eredmény | Nézők száma |
| ---------------- | ----------------------------- | ---------------------------- | ------------------------- | -------- | ----------- |
| 1958. június 11. | Arosvallen Stadion, Västeraas | csoportmérkőzés (B. csoport) | Jugoszlávia–Franciaország | 3 : 2    | 12 000      |
| 1958. június 24. | Raasunda Stadion, Solna       | egyik elődöntő               | Brazília–Franciaország    | 5 : 2    | 28 000      |

#### Brit Bajnokság
1882-ben az Egyesült Királyság brit tagállamainak négy szövetség úgy döntött, hogy létrehoznak egy évente megrendezésre kerülő bajnokságot egymás között. Az utolsó bajnoki idényt 1983-ban tartották meg.
| Időpont            | Helyszín                       | Mérkőzés típusa | Mérkőzés        | Eredmény |
| ------------------ | ------------------------------ | --------------- | --------------- | -------- |
| 1949. április 9.   | Wembley Stadion, London        | csoportmérkőzés | Anglia–Skócia   | 1 : 3    |
| 1949. november 16. | Maine Road Stadion, Manchester | csoportmérkőzés | Anglia–Írország | 9 : 2    |
| 1950. november 1.  | Hampden Park Stadion, Glasgow  | csoportmérkőzés | Skócia–Írország | 6 : 1    |
| 1951. november 14. | Villa Park Stadion, Birmingham | csoportmérkőzés | Anglia–Írország | 2 : 0    |
| 1955. április 2.   | Wembley Stadion, London        | csoportmérkőzés | Anglia–Skócia   | 7 : 2    |
| 1955. november 1.  | Wembley Stadion, London        | csoportmérkőzés | Anglia–Írország | 3 : 0    |
| 1957. november 6.  | Wembley Stadion, London        | csoportmérkőzés | Anglia–Írország | 2 : 3    |

## Sportvezetőként
Aktív játékvezetői pályafutását befejezve hazájában és a FIFA JB keretében játékvezető pártfogó, admin, szabálymódosító, ellenőr lett.

## Külső hivatkozások
- Mervyn Griffiths. World Referee. [2012. május 18-i dátummal az eredetiből archiválva]. (Hozzáférés: 2012. október 5.)
- Mervyn Griffiths. footballzz.com. (Hozzáférés: 2012. október 5.)
- Mervyn Griffiths. footballdatabase.eu. (Hozzáférés: 2012. október 5.)
- Mervyn Griffiths. scoreshelf.com. [2015. szeptember 29-i dátummal az eredetiből archiválva]. (Hozzáférés: 2012. október 5.)
- Mervyn Griffiths. eu-football.info. (Hozzáférés: 2012. október 5.)
- Mervyn Griffiths. weltfussball.de. [2015. február 9-i dátummal az eredetiből archiválva]. (Hozzáférés: 2012. október 5.)

| Elődje: Arthur Ellis | FA-kupa döntő 1952–1953 | Utódja: A. Luty |